# Laine Villenthal
Laine-Reseda Villenthal (29 de junho de 1922, em Ellamaa, condado de Lääne - 23 de maio de 2009) foi uma clériga da Estónia. Ela foi a primeira clériga ordenada (1967) na Estónia.
Em 1951 ela formou-se no Instituto de Teologia da Igreja Evangélica Luterana da Estónia.
Em 1964 iniciou a sua carreira na Congregação Pindi. A 16 de novembro de 1967 foi ordenada na Congregação Pindi, sendo a primeira clériga ordenada na Estónia. Ela serviu nesta congregação ao longo de 40 anos. Entre 1984 e 2003 ela também foi pastora na Congregação Pechory.
Prémios:
- 2004: Ordem da Cruz Vermelha da Estónia, II classe[2]